# Liparis amboinensis
Liparis amboinensis är en orkidéart som beskrevs av Johannes Jacobus Smith. Liparis amboinensis ingår i släktet gulyxnen, och familjen orkidéer. Inga underarter finns listade i Catalogue of Life.